# Бёйссе, Сирил
Сирий Гюстав Эмиль «Сирил» Бёйссе (фр. Cyrillus Gustave Emile "Cyriel" Buysse; 20 сентября 1859 года ― 25 июля 1932 года) ― бельгийский фламандский драматург и писатель-натуралист. Использовал псевдонимы Луи Бонхейден, Проспер Ван Хов и Роберт Палмер. Писал в основном на нидердандском языке.

## Биография
Бёйссе родился 20 сентября 1859 года в Невеле, Бельгия в обеспеченной семье. Учился в Атенеуме в Генте, однако ещё до окончания курса обучения по просьбе отца ушёл работать в семейную фабрику по производству цикория. 
По совету его тети Виржини Ловелинг, которая сама занималась литературной деятельностью, Бёйссе начал писать, когда ему было двадцать шесть лет. Его выгнали из дома, когда его отец узнал, что молодой человек встречается с девушкой, которую тот встретил в местном баре. С 1886 по 1896 год он несколько раз переезжал в Соединённые Штаты, но каждый раз возвращался назад всё более разочарованным. Написанные им в 1888 году путевые заметки были озаглавлены им как Twee Herinneringen uit Amerika («Два воспоминания из Америки»). 
Бёйссе стал известен как писатель-натуралист в традициях Стрейна Стрёвелса, Эмиля Золя и Ги де Мопассана. Хотя он получил образование на французском языке, что было обычным явлением для сыновей богатых фламандских семей в то время, большая часть его работ была написана на голландском языке. Его творчеству присуща глубокая симпатия к простому человеку, жизнь которого он описывает ярко и реалистично. 
В 1893 году он вместе с Проспером Ван Лангендонком, Августом Вермейленом и Эммануэлем Де Бом стал редактором литературного журнала Van Nu en Straks («О настоящем и скором»), но вскоре после ссоры в редколлегии ушёл из неё. В том же году он написал свой первый роман Het recht van den sterkste («Закон джунглей»). 
Бёйссе женился на голландской вдове Нелли Дизеринк в 1896 году и провёл зиму в Гааге в Нидерландах, где в 1897 году родился его сын Рене Бёйссе, а летом останавился в своём сельском имении в Афсни в Бельгии. 
В 1903 году он стал соучредителем другого литературного журнала, Groot Nederland, вместе с Луи Куперусом и Виллемом Жераром ван Нухейсом, и который продолжал редактировать до самой смерти. 
Во время немецкой оккупации Бельгии в Первой мировой войне Бёйссе оставался в Нидерландах. Он стал активным сотрудником газеты De Vlaamsche Stem («Фламандский голос»). В 1918 году, после перемирия, он вернулся в Бельгию, где его талант теперь получил широкое признание: в 1921 году он был удостоен государственной премии в области литературы и стал членом Koninklijke Vlaamse Academie voor Taal- en Letterkunde (Королевская фламандская академия языка и литературы) в 1930 году. В 1932 году он получил от короля Альбертом I титул барона, что было редкой честью для писателя и особенно странно, учитывая тон и тематику его книг. Однако так как он умер четыре дня спустя, он не смог получить соответствующий патент на письмо и, следовательно, не смог использовать титул. В октябре 1934 года его вдова Нелли Дизеринк получила дворянский титул и титул баронессы. 
Его натуралистическая пьеса Het gezin van Paemel («Семья ван Пэмел», 1902) регулярно ставится до сих пор. В 1986 году она была экранизирована.

## Сочинения

### Книги
- Guusje en Zieneken (1887)
- Twee herinneringen uit Amerika (1888)
- Beter laat dan nooit (1891)
- Het huwelijk van neef Perseyn (1893)
- Het recht van den sterkste (novel 1893)
- De biezenstekker (1894)
- Sursum corda! (1894)
- Wroeging (1895)
- Mea culpa (1896)
- Op 't Blauwhuis (novel 1897)
- De zwarte kost (1898)
- Schoppenboer (novel 1898)
- Uit Vlaanderen (essays 1899)
- Te lande (bundel 1900)
- Een Leeuw van Vlaanderen (1900)
- Van arme menschen (1901)
- Daarna (1903)
- Aan 't strand (1903)
- Tusschen Leie en Schelde (essays 1904)
- In de natuur (bundel 1905)
- Het Verdriet van meneer Ongena (1906)
- Het leven van Rozeke van Daelen (novel 1906)
- Het Bolleken (novel 1906)
- Lente (essays 1907)
- Het volle leven (novel 1908)
- Ik Herinner mij (essays 1909)
- De eenzame (1909)
- Het "ezelken", wat niet vergeten was (novel 1910)
- De vroolijke tocht (travel essay 1911)
- Stemmingen (essays 1911)
- Levensleer (novel co-authored with Virginie Loveling 1911)
- De nachtelijke aanranding (novel 1912)
- Le Sou de mutilé (Voor de verminkten) (1910's)
- Per auto (travel essay 1913)
- Van hoog en laag (essays 1913)
- Oorlogsvizioenen (essays 1915)
- Zomerleven (1915)
- Een vroolijk drietal (essays 1916)
- Van een verloren zomer (1917)
- De roman van den schaatsenrijder (1918)
- De strijd (1918)
- De twee pony's (essays 1919)
- Plus-que-parfait (novel 1919)
- Zooals het was... (novel 1921)
- Uit de bron (bundel 1922)
- De Laatste Ronde (travel essay 1923)
- Tantes (novel 1924)
- Typen (1925)
- Uleken (novel 1926)
- Kerels (essays 1927)
- Dierenliefde (essays 1928)
- De schandpaal (essays 1928)
- Wat wij in Spanje en Marokko zagen (essays 1929)
- Uit het leven (short stories 1930)
- Twee werelden (1931)
- Rivièra-impressies (travel essays 1932)
- Verzameld werk (7 volumes) (1974–1982)

### Пьесы
- De plaatsvervangende vrederechter (1895)
- Driekoningenavond (1899)
- Maria (1900)
- Het gezin van Paemel (1903)
- De landverhuizers (1904)
- De sociale misdaad (1904)
- Se non é vero... (1905)
- Het recht (1908)
- Sususususut (1921)
- Jan Bron (1921)